# بينتري بيرو (أنغلزي)
بينتري بيرو (بالإنجليزية: Pentre Berw)‏ هي قرية تقع في المملكة المتحدة في ويلز.